# Rébellion de Mito
Conflit du Bakumatsu
La rébellion de Mito (水戸幕末争乱 Mito bakumatsu Soran), aussi appelé l'insurrection du Kantō ou la rébellion Tengu-tō (天狗党の乱), est une guerre civile qui a eu lieu dans le domaine de Mito, au Japon, entre mai 1864 et janvier 1865. Il s'agissait d'un soulèvement et d'actions terroristes contre le pouvoir central du Shogunat en faveur de la doctrine du Sonnō jōi (« Révérez l'empereur, expulsez les barbares »).
Une force de pacification shogunale fut envoyée au mont Tsukuba, le 17 juin 1864, composée de soldats de Mito, avec trois à cinq canons et au moins 200 armes à feu, ainsi que d'une force des Tokugawa de 3 000 hommes avec plus de 600 armes à feu et plusieurs canons. 
Le conflit escalade le 10 octobre 1864 à Nakaminato, le Shogunat est battu par 2 000 insurgés, et plusieurs défaites suivirent.
Cependant les insurgés furent affaiblis d'environ 1 000 hommes. En décembre 1864, ils font face à une nouvelle bataille sous la direction du futur Shogun, Tokugawa Yoshinobu, pourtant lui-même né à Mito et dont le père fut promoteur du Mitogaku. Avec une puissance de plus de 10 000 hommes, les ronins furent finalement contraints de se rendre. 
Le soulèvement entraîna 1 300 morts du côté des rebelles, qui ont par la suite subis une forte répression avec 353 exécutions et une centaine de morts en captivité.

## Source de la traduction
- (en) Cet article est partiellement ou en totalité issu de l’article de Wikipédia en anglais intitulé « Mito Rebellion » (voir la liste des auteurs).